# Piper hymenopodum
Piper hymenopodum là một loài thực vật có hoa trong họ Hồ tiêu. Loài này được Sodiro miêu tả khoa học đầu tiên năm 1900.